# Kerry Saxby-Junna
Kerry Saxby-Junna, född den 2 juni 1961 i Young, är en australisk före detta friidrottare som tävlade i gång.
Saxby-Junna var en av 1990-talets främsta gångare. På 3 000 meter gång vann hon guld vid inomhus-VM 1989 och hon blev två gånger silvermedaljör på samma distans.
Utomhus blev hon silvermedaljör på 10 km gång vid VM i Rom 1987. Hon slutade även femma vid VM 1991 och nia vid VM 1995 i Göteborg. Dessutom vann hon Samväldesspelen två gånger.
På den längre distansen 20 km gång blev hon trea vid VM 1999 i Sevilla. Hon slutade även på sjunde plats vid Olympiska sommarspelen 2000.
Hon hade världsrekordet på 10 km gång mellan åren 1987 och 1995 samt världsrekordet på 20 km gång mellan 1988 och 1995.

## Personliga rekord
- 10 km gång - 41.30
- 20 km gång - 1.29.36